# Берть
Берть — гора в Українських Карпатах, у масиві Внутрішні Горгани.
Розташована на півночі Тячівського району Закарпатської області.
Висота гори 1666 м. Вершина і привершинні схили місцями вкриті кам'яними осипищами та криволіссям з сосни гірської, нижче — лісові масиви. Східні та південно-західні схили дуже круті, на південь від вершини на декілька кілометрів простягається пологий незаліснений хребет.
З вершини відкриваються чудові краєвиди на довколишні гори: масив Свидовець (на південному сході), хребет Красна (на південному заході), хребет Сивуля (на північному сході) та масив Попадя — Грофа (на північному заході).
При північних схилах гори бере початок річка Бертянка (басейн Тересви).
Найближчий населений пункт: Брустури (Тячівський район).

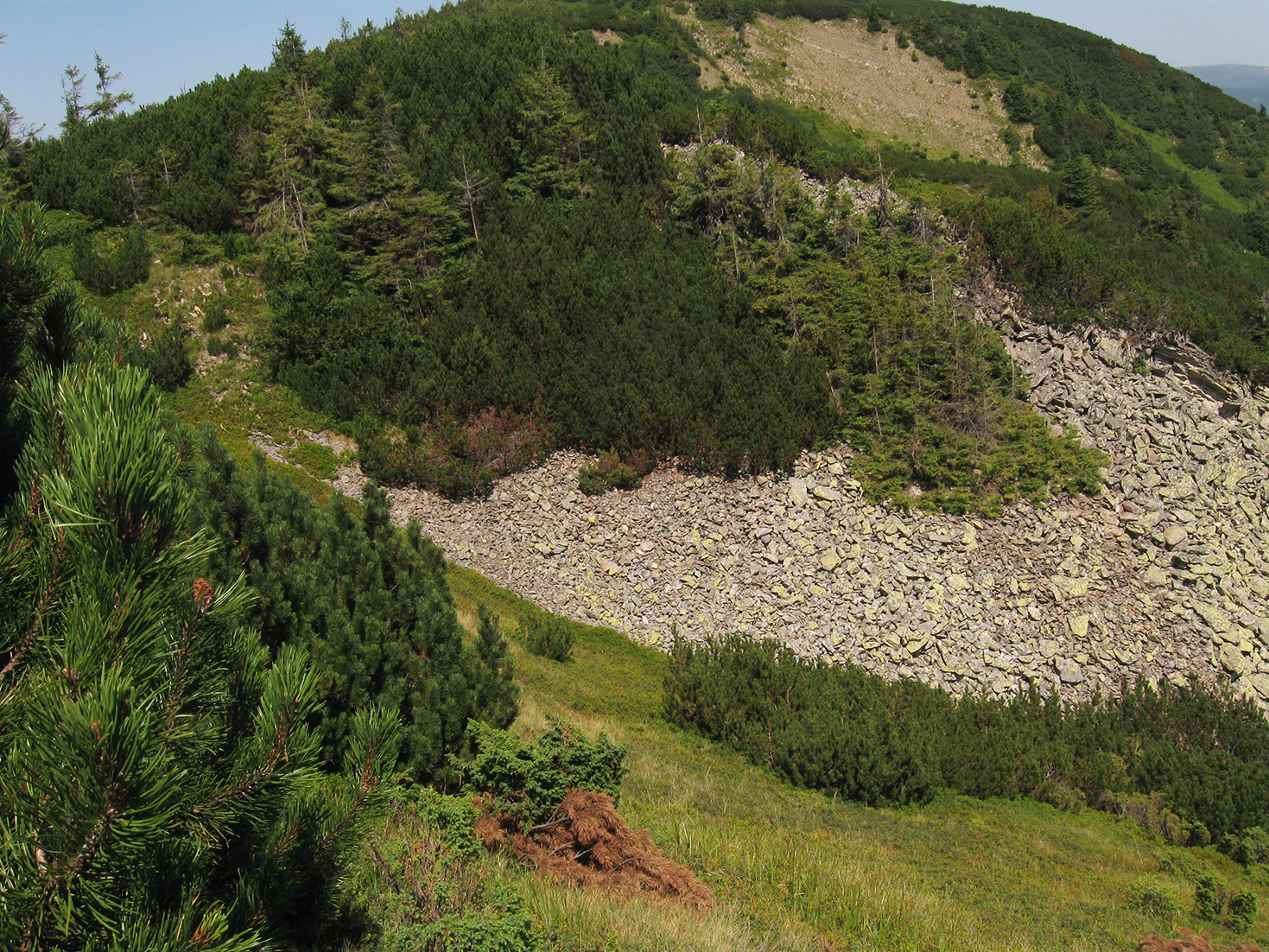
Вид на гору Берть
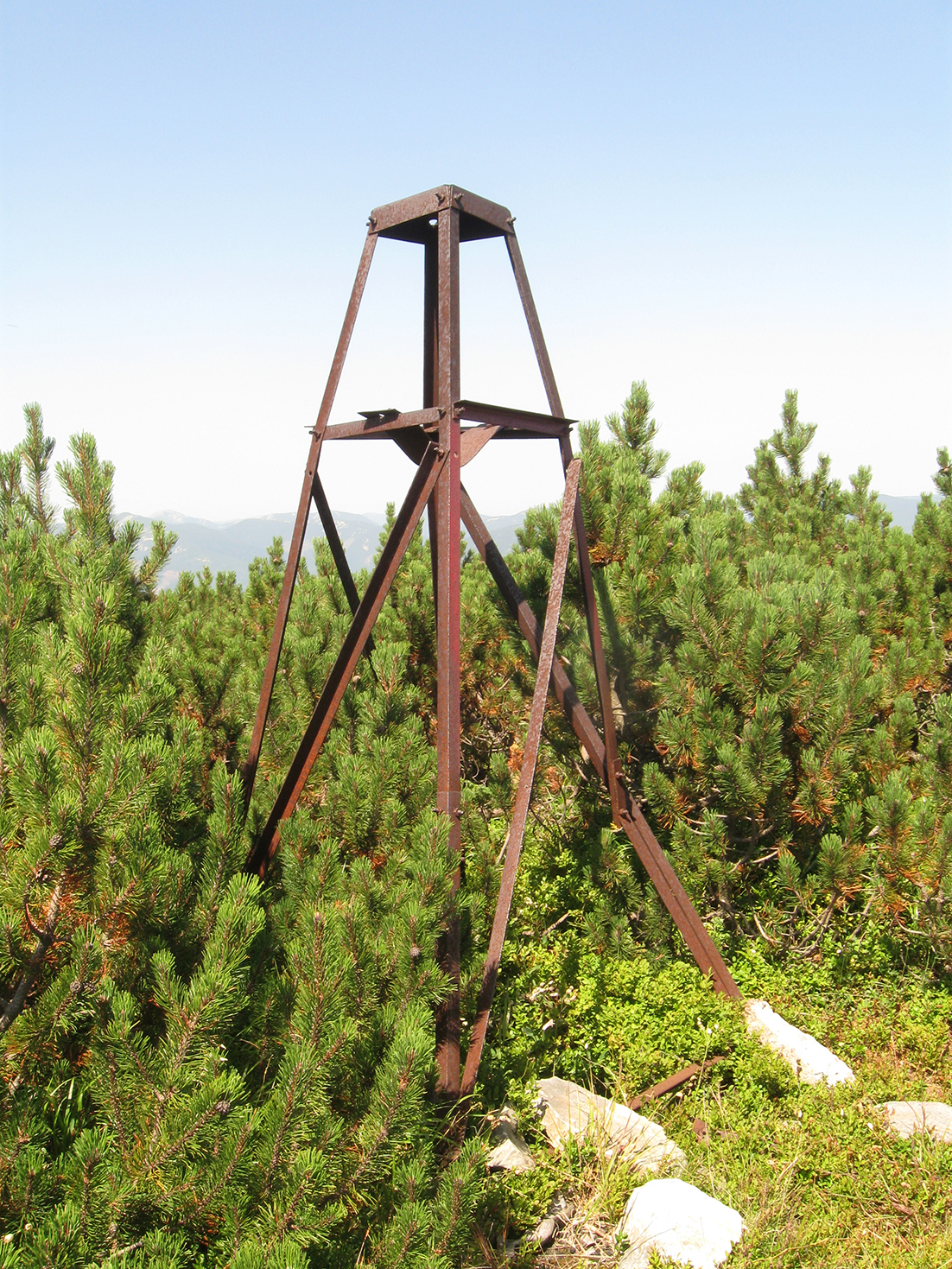
Тріангулятор на вершині гори Берть